# Bing (chó)
Bing (1942 - 26 tháng 10 năm 1955) là một con chó đã nhận được Huân chương Dickin năm 1947 từ Văn phòng Nhân dân về Động vật Đau yếu vì sự dũng cảm phục vụ trong Thế chiến thứ hai.
Là một con chó là con lai giữa hai giống chó Alsatian và chó Collie, Bing (tên ban đầu là "Brian") đã được trao cho quân đội vào năm 1944 khi chủ sở hữu của nó, gia đình Fetch từ Loughborough ở Leicestershire, không còn có thể nuôi nó do không thể cung cấp đầy đủ khẩu phần ăn. Con chó này sau đó được huấn luyện tại Trường huấn luyện chó Chiến Quân đội gần Potters Bar ở Hertfordshire.
Khi gia nhập quân đội, Bing được cấp số 2720/6871 và lần đầu tiên nhìn thấy tham gia tác chiến với người điều khiển và huấn luyện viên Lance Corporal Ken Bailey trong một Trung đội Recce với Tiểu đoàn Dù 13, thuộc Sư đoàn Dù 6, tại Normandy vào Ngày D D-Day là ngày 6 tháng 6 năm 1944. Con chó phải được 'giúp đỡ' ra khỏi máy bay với một miếng thịt trước khi hạ cánh trên cây và phải được giải cứu; Sau đó nó bị thương trong khi tác chiến. Chấn thương của nó được điều trị tại Vet Kennels gần Stockport. Bing được huấn luyện để xác định vị trí của kẻ thù và bảo vệ các quân nhân, và phục vụ tại Pháp cho đến tháng 9 năm 1944.
Vào ngày 24 tháng 3 năm 1945, Bing đã qua sông Rhine cùng với người quản lý mới của mình, 'Jack' Walton, và tham gia Chiến dịch Varsity, Chiến dịch Plunder và tiến vào Đức.
Sau chiến tranh, nó được trở về với gia đình Fetch. Khi nó qua đời năm 1955, da và lông được gắn để trưng bày trong khi phần còn lại của nó được chôn cất tại Nghĩa trang Động vật PDSA ở Ilford ở Essex.
Cuốn sách Cuộc phiêu lưu kỳ thú của chú chó nhảy dù Bing về cuộc đời của nó đã được xuất bản năm 2012.
Huân chương Dickin thường được xem là huân chương của động vật tương đương người là Huân chương Chữ thập Victoria.